# Berriozar
Berriozar település Spanyolországban, Navarra autonóm közösségben. Berriozar Pamplona, Berrioplano, Ezcabarte és Ansoáin-Antsoain községekkel határos. Lakosainak száma 11 201 fő (2024).

## Népesség
A település népessége az elmúlt években az alábbi módon változott:
| Lakosok száma | 6002 | 7865 | 8636 | 9020 | 9449 | 9625 | 9874 | 10 426 | 10 765 | 11 201 |
|               | 2001 | 2004 | 2007 | 2009 | 2012 | 2014 | 2017 | 2019   | 2022   | 2024   |